# Medgaz
Medgaz es un gasoducto submarino de gas natural entre Argelia y España. El gaseoducto comienza en el campo de Hassi R'mel en Argelia y la primera parte del tubo llega hasta el puerto de Beni Saf. El tramo submarino por tanto empieza en Beni Saf y toca tierra en la playa del Perdigal en la costa española de Almería. Allí se conecta con el existente gaseoducto Almería-Albacete.
La longitud de la sección por tierras argelinas es de 547 kilómetros, mientras que la sección submarina mide alrededor de 200 kilómetros. El diámetro inicial del tubo es de 122 centímetros (48 pulgadas) en tierra y de 61 centímetros (24 pulgadas) bajo el mar, teniendo una capacidad de 8 bcm (millardos de metros cúbicos) de gas natural al año. El coste total del proyecto fue presupuestado en 900 millones de euros, incluyendo los 630 millones de la sección submarina.
La preparación del proyecto de Medgaz empezó en 2001 con la fundación de la compañía Medgaz. El estudio de viabilidad se llevó a cabo entre 2002 y 2003. En marzo de 2011 se pone en funcionamiento y se conecta en pruebas con el sistema gasista español.

## Sonatrach socia mayoritaria en 2020
En un principio el accionariado de Medgaz se componía de las siguientes empresas:  
| Accionista          | Sociedad  | Sociedad  | Participación |
| ------------------- | --------- | --------- | ------------- |
| Gobierno de Argelia | Sonatrach | Sonatrach | 43 %          |
| CEPSA               | CEPSA     | CEPSA     | 42 %          |
| Naturgy             | Naturgy   | Naturgy   | 15 %          |

En abril de 2020 la empresa estatal argelina Sonatrach se convirtió en socia mayoritaria de la empresa tras la adquisición del 19,10 % de las acciones a la empresa española Cepsa Holding logrando el 51 %. La contraparte española es la empresa Naturgy con el 49 %.
| Accionista          | Sociedad  | Sociedad  | Participación |
| ------------------- | --------- | --------- | ------------- |
| Gobierno de Argelia | Sonatrach | Sonatrach | 51%           |
| Naturgy             | Naturgy   | Naturgy   | 49%           |

## Proyectos
En 2017 se propuso la conexión del gasoducto con el puerto de Almería, localizado pocos kilómetros al oeste de la estación receptora, para que este se convirtiera en puerto de escala de navíos propulsados por GNC, ya que muchas de las grandes rutas que conectan el Mediterráneo con el Atlántico pasan a pocas millas de la costa española.
En el año 2021 se anunció un incremento de la capacidad, al instalar un cuarto turbocompresor que incrementará la presión, pasando de 8 a 10 bcm (miles de millones de metros cúbicos), lo cual supondría un incrementro del 25%.